# Црногорска православна црква
Црногорска православна црква (ЦПЦ) је неканонска вјерска заједница која дјелује на подручју Црне Горе и у неким црногорским исељеничким круговима. Основана је 1993. као невладина организација. Настала је уз позивање на опште одредбе из Закона о вјерским слободама који је престао да важи са доношењем Устава Црне Горе из 1992. године, и зато је Министарство правде претходно одбило да је региструје.
Поред ЦПЦ, на подручју Црне Горе почевши од 2018. године, дјелује још једна, такође неканонска Црногорска православна црква (ЦПЦ—2018). Од 2023. дошло је раскола у остатку присталица ЦПЦ, на оне који подржавају Мираша Дедеића и оне који подржавају Бориса Бојовића, са повременим сукобљавањем фракција.

## Канонски статус
Црногорска православна црква (ЦПЦ) тврди да управо она представља пуноправну насљедницу цјелокупне православне баштине у Црној Гори и заступа тезу да је Православна црква у Црној Гори била аутокефална у периоду од укидања Пећке патријаршије (1766) до стварања јединствене Српске православне цркве (1920). Црногорску православну цркву не признаје Цариградска патријаршија нити друге православне помјесне цркве. На њеног вођу, Мираша Дедеића, Свети синод Цариградске патријаршије на челу са васељенским патријархом Вартоломејем I је бацио анатему. Патријарх московски Алексије II је 2004. године приликом сусрета са Милом Ђукановићем рекао му да '„Мираша Дедеића и његове сараднике ни у једној земљи неће позитивно прихватити, за разлику од канонског митрополита црногорско-приморског Амфилохија, кога познаје читав православни и не само православни свијет”.

## Историја
Прве замисли о стварању посебне православне цркве етничких Црногораца настале су изван Црне Горе, у вријеме када је под окриљем усташког режима у Независној Држави Хрватској дошло до окупљања црногорских фашиста и колаборациониста на челу са Секулом Дрљевићем. Током 1943. и 1944. године, Дрљевић је под утицајем клерофашистичке идеологије усташког покрета формулисао тезу о различитости црногорског православља не само у односу на српско православље, већ и у односу на Православље уопште. Тим поводом је сковао и појам црногорославље, стављајући га насупрот светосављу. Угледајући се на усташки пројекат "Хрватске православне цркве", Дрљевић је дословно тврдио: "Crnogorska crkva kroz sve vjekove nije bila ni u kakvoj zavisnosti od bilo koje pravoslavne crkve", наглашавајући: "Odlučna je činjenica, da Crnogorci imaju svoju religiju, svoje crnogoroslavlje i da su ostajući vjerni njemu vjerni samima sebi".
Дрљевићеве етнорелигијске тезе, које су поникле под окриљем клерофашизма, биле су толико екстремне и цивилизацијски неприхватљиве да се чак ни потоња југословенска комунистичка власт није усудила да их примјени. Иако је у вријеме СФРЈ разматрана могућност да се и у Црној Гори спроведе модел који је опробан на другој страни, у виду стварања расколничке Македонске православне цркве, такве замисли никада нијесу задобиле већинску подршку партијског и државног врха, али су под видом пријетње често употребљаване као средство притиска на Српску православну цркву.

### Оснивање (1993)
Дрљевићеве тезе су поново оживјеле након 1990. године, када су поједине политичке странке и друге организације етничких Црногораца покренуле иницијативу за стварање посебне "Црногорске православне цркве". Такве замисли су од самог почетка биле подржане од разних чинилаца изван Црне Горе, а првенствено од новоуспостављеног Туђмановог режима у Хрватској (1990), који је наставио са спровођењем традиционалне политике подстицања и помагања црногорског сепаратизма у свим његовим облицима и видовима. Управо по том основу, у покрет за стварање "Црногорске православне цркве" активно су се укључили такозвани "загребачки" Црногорци, односно јавни делатници из Црне Горе који су по разним основама били повезани са тадашњим режимом у Хрватској. Стварањем посебног "Odbora za vrtanje autokefalnosti" (дословно: vrtanje), тај подухват је почео да добија и своје организационе облике.
Црногорска православна црква је организована 31. октобра 1993. године на Цетињу, када је на на Тргу Маршала Тита изабран за митрополита Антоније Абрамовић, рашчињени свештеник Православне цркве у Америци. Подршку су јој пружали Либерални савез Црне Горе, Социјалдемократска партија Црне Горе и Црногорски федералистички покрет.
Приликом оснивања своје организације, прваци аутокефалистичког покрета су се позивали на наводна историјска права, која су "доказивали" стварањем нових и оживљавањем старих привида. При томе су тражили ослонац не само у ранијим тезама Секуле Дрљевића и Савића Марковића Штедимлије, већ и у разним памфлетима пропагандног типа, који су између два свјетска рата настали као производ политичког ревизионизма. Већ током 1927. и 1928. године, у мађарским ревизионистичким и италијанским фашистичким круговима била је уобличена теза по којој је Цариградска патријаршија још 1880. године признала аутокефалност Православне цркве у Црној Гори. Иако нису имале никакво упориште у историјској стварности, такве и сличне тезе су након 1993. године биле често понављане и промовисане од стране аутокефалиста.

### Присвајање назива
Иако је израз "црногорска православна црква" у свом општем и описном, односно територијалном значењу означавао Православну цркву на подручју Црне Горе, оличену у епархијама Српске православне цркве на том простору, идеолози аутокефалистичког покрета су приликом одлучивања о називу своје организације изабрали управо поменути израз, са циљем присвајања цјелокупне православне баштине у Црној Гори. Такав назив је такође погодовао и њиховим националним аспирацијама, које су се заснивале на промовисању црногорског етничког национализма. Пошто им алтернативна рјешења (као на примјер: Православна црква у Црној Гори) нијесу била довољно црногорска, прваци аутокефалистичког покрета су избором назива са почетном црногорском одредницом настојали да нагласе идентитетску разлику између своје новостворене организације и канонске Српске православне цркве. У томе су дјелимично и успјели, пошто је током наредних година, захваљујући поједностављеном писању јавних гласила, у широј јавности створен утисак да назив "Црногорска православна црква" пристоји управо поменутој организацији. Тиме је била створена и основа за повратно прекрајање значења свих ранијих примјера употребе описног израза "црногорска православна црква", чиме се настојао створити додатни привид о наводној историјској утемељености новостворене организације.

### Регистрација (2000)
Црногорска православна црква је први пут 26. јула 1995. године поднијела захтјев за регистрацију, али је захтјев одбијен. Други пут захтјев је поднесен 29. септембра 1999, али је и он одбијен. Дана 23. новембра исте године је упућена жалба на забрану регистрације. Црногорска православна црква је званично регистрована 17. јануара 2000. године као вјерска заједница и постала је правно лице на основу „Закона о правном положају вјерских заједница” из 1977. године. Увјерење о регистрацији је издало Одјељење за безбједност Цетиња. Тиме је општи израз "црногорска православна црква" и формално везан за новостворену Црногорску православну цркву, што је током наредних година довело до озбиљних посљедица. У септембру 2006. године, Савјет за уставна питања је представио експертски текст новог устава Црне Горе, у чијем је 47. члану било предложено и уставно озваничење Црногорске православне цркве, али тај приједлог је наишао на отпор, тако да се одредба о ЦПЦ није нашла у коначном тексту Устава Црне Горе (2007).

### Дјелатност
Дјелатности Црногорске православне цркве у почетку су биле спорадичне и у прве четири године је радила без икаквог званичног документа о њеном постојању. Њен први вођа, Антоније Абрамовић, преминуо је 1996. у Подгорици. За новог поглавара, 6. јануара 1997, изабран је Мираш Дедеић, који је узео духовно име Михајло. Он је био свештеник Цариградске патријаршије у Риму, али му је надлежни епископ због огрешења о каноне забранио да чинодејствује, а послије тога је и рашчињен. Хтио је да постане свештеник Српске православне цркве па је 16. маја 1995. молио митрополита загребачко-љубљанског господина Јована да му да парохију у Риму, али му молба није била услишена. Удба и комунистички режим је 1980-их покушавао да га убаци у редове Митрополије како би исценирао раскол по „македонском моделу”. У архиви Вјерске комисије под ознаком „строго повјерљиво” пронађена је биљешка од 19. септембра 1984. године са митрополитом црногорско-приморским господином Данилом, а водили су га Божидар Тадић, шеф Вјерске комисије, и Божидар Караџић, секретар комисије. Из биљешке се види да су они инсистирали да митрополит Данило замонаши Мираша како би овај био викарни епископ. Митрополит Данило је одолио притисцима и одбио да замонаши Мираша.
Мираш је ожењен Италијанком Розаном и не постоји документ о разводу. Мираш Дедеић је „рукоположен за митрополита“ у софијској Цркви Свете Параскеве 15. марта 1998. од стране патријарха Пимена и седам митрополита и епископа Алтернативног синода Бугарске православне цркве, које је канонска Бугарска православна црква прогласила расколницима.

## Унутрашњи раскол
Током 2018. године, у Подгоричко-дукљанској епархији ЦПЦ избио је спор између епархијске управе и групе свештеника, на челу са Лавом Лајовићем. Спор је довео до његовог искључења из ЦПЦ што је затим довело до даљих подела и унутрашњег раскола у виду одвајања неколицине свештеника и дела верника, који су се потом обратили неканонским епископима у Италији, ради стварања посебне црквене организације. Одлуком италијанског православног (неканонског) владике Владимира Романа, који је поменуту групу примио под своје окриље, Лав Лајовић је произведен за архимандрита, под новим именом (Владимир Лајовић), а потом је постављен за архијерејског намесника за подручје Црне Горе. Тако је поред неканонске ЦПЦ настала још једна неканонска организација, на челу са новопостављеним архимандритом Владимиром Лајовићем.

## Покушај смјене Мираша Дедеића
Почетком септембра 2023. године на Цетињу је одржан „Општецрногорски збор” на којем је дотадашњи викарни епископ Борис Бојовић проглашен за новог поглавара Црногорске православне цркве. Дотадашњи митрополит Мираш Дедеић је скуп означио као политички, а Синод ЦПЦ је неколико седмица након тога рашчинио, односно искључио Бојовића из ЦПЦ. Крајем октобра исте године на Бојовићев захтјев министарство правде Црне Горе је донијело одлуку којом се одбија његов захтјев да буде уписан у регистар вјерских заједница Црне Горе као нови поглавар Црногорске православне цркве, чиме је Дедеић остао на челу ове вјерске организације.

## Имовинске претензије
Црногорска православна црква на основу својих тврдњи да је правни насљедник Црногорске митрополије, изражава отворене имовинске претензије на објекте и имовину Митрополије црногорско-приморске.
Основни суд у Бару је 2002. године утврдио је да је Мираш Дедеић „разбио браву на вратима, довезао грађевински материјал и поред цркве започео градњу објекта.“ (како стоји у рјешењу), поред манастира Бешка на истоименом острву и на други начин сметао посјед Митрополије. Суд га је рјешењем обавезао на накнаду штете, али је рјешење касније поништено.
Такозвана ЦПЦ је 2018. подржала петицију за одузимање имовине СПЦ у Црној Гори.

## Избацивање појединих српских светитеља из календара
Иако Црногорска православна црква у јавности шири причу да је она насљедница црногорске цркве из периода прије 1920. године, чињеница је да се одрекла српског духа те српске покрајинске цркве. Српска црква у Зети, књажевини и краљевини Црној Гори, као и данас, је славила Светог Саву, Арсенија Сријемца и друге Србе светитеље, а Црногорска православна црква их је избацила из календара. Да ову "цркву" не воде људи који имају елементарна црквена знања, него да се руководе србофобијом, доказује и чињеница да из календара није избачен Стефан Немања. Он је у календару у вријеме Ђурђа Црнојевића 1494. на Цетињу слављен као црвено слово под монашким именом Симеона србскаго, новаго мироточца, а људи који су избацивали светог Арсенија, Саву и остале Немањиће, направили су пропуст јер им је било непознато ко је преподобни Симеон, који је остао да се слави 26. фебруара (по старом календару 13.2.).. У малом календару имају стари и нови календар. , а у великом календару само нови па испада да Божић, као нико у свијету славе 7. јануара. Божић је свим хришћанима 25. децембра, било да рачунају вријеме по старом календару или по новом (тренутно је 25.12. по старом 7.1. по новом али у будућности ће 25.12. по старом бити 8.1. итд.). Иван Црнојевић им је Свети Иван Преподобни Црнојевић иако су преподобни само монаси без владичанског чина као преподобни Симон, Симеон, преподобни ава Јустин Ћелијски, а свети су владика Петар Цетињски, Свети Сава... Познато је да Иван Црнојевић није био монах да би био преподобни, а и да се замонашио по црквеним правилима не може бити називан и светим и преподобним. Све то указује на чињенице да удружење под именом Црногорска православна црква воде људи који немају елементарна знања о правилима православне цркве.

## Истакнути припадници
Истакнути припадници Црногорске православне цркве су:
- Антоније Абрамовић — из Руске заграничне цркве је отпуштен, наводно због оптужби поводом педофилије;[41]
- Мираш Дедеић-рашчињен због женидбе Италијанком Розаном и не постоји документ о разводу.[42]
- Лав Лајовић - Оптужен за силовање.[43]
- Милутин Цвијић, рођен у Теслићу, бивши јеромонах манастира Острог, рашчињен од стране Српске православне цркве јер је прекршио монашки завјет и оженио се (1990). Прикључио се Црногорској православној цркви 1995. године.[14]
- Живорад Павловић, бивши свештеник из Смедерева, рашчињен због крађе смедеревске црквене општине, како се наводи у одлукама црквених судова. Приступио је Црногорској православној цркви 1999. године.[14] Он се 2014. године покајао и иступио из ЦПЦ.[44][45]
- Сретен Вујовић, секретар синода ЦПЦ. Прије више од двије деценије од стране Министарства унутрашњих послова Црне Горе је био означен као произвођач и трговац дрогама. Ту информацију МУП је саопштио 28. септембра 1994. године. ЦПЦ је напустио 25. јануара 2016.[46]
- Стево Вучинић, предсједник Одбора за промоцију црквених интереса и односе с јавношћу Митрополијског савјета Црногорске православне цркве. Наводно је продао Народном музеју артефакте које је сам узео са заштићених локалитета.[47]
- Сергије, митрополит Подгоричко-дукљански. По тврђену ипођакона ЦПЦ, лице са криминалном прошлошћу. Рашчињени руски свештеник.[48]
- Стеван Константиновић, свештеник НВО ЦПЦ који себе описује као атеисту, алкохоличара, љубитеља забаве и жена[49]